# Ulrich Ramé
Ulrich Ramé (19 de setembre de 1972) és un exfutbolista francès que jugava com a porter. Fou jugador de Girondins de Bordeaux i CS Sedan Ardennes.
En una carrera professional que va durar dues dècades, va jugar principalment al Bordeus (14 temporades), va participar en més de 500 partits oficials i va guanyar sis grans títols.
Internacional francès durant quatre anys, Ramé va representar França a l'Eurocopa 2000. Va formar part també de l'equip francès a la Copa del Món de 2002.

## Carrera de club
Nascut a Nantes, Ramé va començar a jugar professionalment amb l'SCO Angers, debutant a la Lliga 1 l'any 1993–94, però immediatament va descendir. Dos anys més tard, el club de Maine-et-Loire va baixar una altra divisió, però el jugador va tornar a la màxima categoria la temporada següent, fitxant pel FC Girondins de Bordeus.
Després de 23 aparicions en la seva campanya de debut, ajudant el seu equip a acabar cinquè i arribar a la final de la Copa de la Lliga l'any següent, Ramé es va convertir en la primera opció indiscutible de Bordeus. Va ajudar l'equip a guanyar dos campionats nacionals, separats per deu anys, i tres copes de lliga més.
A la campanya 2009-10, després del fitxatge de Cédric Carrasso, Ramé, de 37 anys, va passar a ser suplent. El juny de 2011, després de 520 partits jugats amb els Girondins totes les competicions, va tornar a la Ligue 2 i es va incorporar al CS Sedan Ardennes.

## Carrera internacional
Ramé va debutar amb França el 9 de juny de 1999, en una victòria per 1-0 a Andorra en la classificació de la UEFA Euro 2000. Posteriorment va ser escollit per a la plantilla de la fase final, amb la selecció nacional guanyant el torneig; després de la jubilació internacional de Bernard Lama, va passar a ser porter suplent de la selecció.
Ramé va jugar tres partits a la Copa Confederacions de la FIFA 2001, i França va tornar a sortir victoriosa. De nou com a substitut, va representar la nació a la Copa del Món de la FIFA 2002, també a Corea del Sud; després de fer un error contra la República Txeca el 12 de febrer de 2003, però, va caure en desgràcia amb l'entrenador Jacques Santini i no va tornar a ser convocat.

## Palmarès
Bordeus
- Divisió/Ligue 1: 1998–99, 2008–09[6]
- Coupe de la Ligue: 2001–02, 2006–07, 2008–09 ; subcampió: 1997–98, 2009–10
- Trophée des Champions: 2008, 2009;[7][8] Subcampió: 1999

França
- Campionat d'Europa de la UEFA: 2000
- Copa FIFA Confederacions: 2001